# Pakakali
Pakakali — викопний рід гієнодонтів, який жив на території сучасної Танзанії в пізньому олігоцені (≈ 25 мільйонів років тому). Відомий лише один вид P. rukwaensis. Знахідка вказує на досить малу тварину, яка ще не була повністю дорослою, але, ймовірно, жила як хижо-всеїдна тварина в лісистих болотистих місцевостях.